# مناورات مرجان
مناورات مرجان أو (بالإنجليزية: Morgan Maneuvers)‏ هي مناورات عسكرية بحرية مشتركة تقام بين كل من مصر والسعودية. وتجريها القوات البحرية للبلدين، وتشمل السفن ووحدات الأمن البحرية بمشاركة طائرات من القوات الجوية وذلك لتطوير العمل المشترك والتعاون بين القوات البحرية للبلدين الشقيقين.
وتشتمل على عمليات لوحدات البحرية الخاصة وعملية الاقتحام باشتراك طائرات الإنزال العامودي وعمليات التزود بالوقود للسفن خلال العمليات التدريبية وعمليات الهجوم الجوي.

## هدف المناورات
تهدف المناورة إلى رفع الجاهزية القتالية وتبادل الخبرات بين البلدين واكتساب المهارات القتالية من خلال الدقة في التخطيط والاحترافية في التنفيذ والقدرة على ممارسة إجراءات القيادة والسيطرة على الوحدات المختلفة في مسرح العمليات. وإظهار المستوي المتميز للقوات البحرية وما وصلوا إليه من كفاءة واحترافية.

## المناورات المنفذة
- مرجان 12 : أقيمت فعاليات المناورة يوم 16 ديسمبر 2010.[3]
- مرجان 13 : أقيمت فعاليات المناورة يوم 10 سبتمبر 2012.[4]
- مرجان 14 : أقيمت فعاليات المناورة يوم 21 نوفمبر 2013.[5]

## مناورات أخرى
تعد مناورات مرجان البحرية، أحد أضلع مثلث التعاون العسكري المصري السعودي الذي يشمل مناورات تبوك البرية ومناورات فيصل الجوية